# Bronisława Skrzeszewska
Bronisława (Bruche) Skrzeszewska (ur. 24 lutego 1898 w Krakowie, zm. 28 lipca 1973 w Warszawie) – polska działaczka komunistyczna, nauczycielka, archiwistka, wydawczyni źródeł, wieloletnia dyrektorka Archiwum Akt Nowych w Warszawie.

## Życiorys
Pochodziła z mieszczańskiej rodziny żydowskiej, była córką Karola (Kalmana) Mandelbauma, agenta handlowego, i Leonory (Lei) z Schenizerów. Uczęszczała do szkoły powszechnej w Krakowie, następnie ukończyła tamtejsze I Gimnazjum Żeńskie (matura w 1919). Od 1919 studiowała na Uniwersytecie Jagiellońskim, początkowo na Wydziale Prawa, skąd po roku przeniosła się na historię na Wydziale Filozoficznym; studia prawnicze kontynuowała w Szkole Nauk Politycznych w Krakowie. W 1923 na obu kierunkach uzyskała absolutorium. Od początku studiów zaangażowała się w młodzieżowy ruch komunistyczny, była członkiem Komunistycznej Partii Robotniczej Polski, następnie Komunistycznej Partii Polski. Należała też do organizatorów Związku Niezależnej Młodzieży Socjalistycznej „Życie” oraz działała w polskiej sekcji Międzynarodowej Organizacji Pomocy Rewolucjonistom (tzw. Czerwonej Pomocy). Z powodu działalności lewicowej kilka razy była zatrzymywana, przesłuchiwana oraz pozostawała pod nadzorem policyjnym.
Od 1923 pracowała w zawodzie nauczyciela. Uczyła historii w gimnazjum Towarzystwa Żydowskiego Szkoły Średniej w Kutnie (1923–1924); po kilkuletniej przerwie wznowiła pracę w Gimnazjum Koedukacyjnym Filipa Axera w Częstochowie (1929–1934). W 1930 złożyła z powodzeniem egzamin na nauczyciela szkół średnich przed Państwową Komisją Egzaminacyjną przy Uniwersytecie Jagiellońskim. W okresie pracy w zawodzie nauczyciela należała do Związku Nauczycieli Żydowskich Szkół Średnich. W 1934 wyszła za mąż za nauczyciela, również zaangażowanego w ruchu komunistycznym, Stanisława Skrzeszewskiego; do wybuchu II wojny światowej nie pracowała zarobkowo.
W 1939 znalazła się we Lwowie, gdzie była nauczycielką, wicedyrektorem i wreszcie dyrektorem XI Gimnazjum. W 1941 została ewakuowana do Uzbekistanu; tamże w mieście Margilan, w szkole niepełnośredniej, uczyła niemieckiego i francuskiego. W czerwcu 1943 została członkinią Związku Patriotów Polskich w Moskwie, działała w związkowych wydziałach wydawniczym i wojskowym, prowadziła archiwum wydziału wojskowego. W sierpniu 1944 została kierownikiem archiwum Resortu Bezpieczeństwa Publicznego Polskiego Komitetu Wyzwolenia Narodowego, rychło przemianowanego na Ministerstwo Bezpieczeństwa Publicznego. Przystąpiła w tym czasie do Polskiej Partii Robotniczej (od 1948 była członkinią Polskiej Zjednoczonej Partii Robotniczej).
We wrześniu 1945 wyjechała do Paryża, gdzie jej mąż pełnił funkcję ambasadora; dwa lata przepracowała we Francji jako nauczycielka szkoły polskiej w Paryżu. Po powrocie do kraju wiosną 1947 podjęła pracę w Wydziale Zagranicznym Zarządu Głównego Polskiego Czerwonego Krzyża; posadę straciła w 1948 – jak stwierdzał jej mąż na III Plenum Komitetu Centralnego PZPR rok później, za sprawą Mariana Spychalskiego. Od 1948 prezesowała Towarzystwu Przyjaciół Kursów Uniwersyteckich, w maju 1951 została dyrektorem Departamentu Studiów Przygotowawczych Ministerstwa Szkół Wyższych i Nauki (w grudniu 1951 z nazwy resortu usunięto słowo „Nauka”).
Od 1 października 1955 pełniła funkcję dyrektora Archiwum Akt Nowych w Warszawie. Zajmowała się organizacją nadzoru nad archiwami zakładowymi i archiwami urzędów centralnych. Pod jej kierownictwem odbywały się zebrania metodyczne na temat zabezpieczenia dokumentacji technicznej biur projektowych. Uczestniczyła w pracach porządkowych takich zasobów, jak archiwa Centralnego Urzędu Planowania i rządu londyńskiego czy archiwum Ignacego Jana Paderewskiego. Opublikowała kilka artykułów z zakresu archiwistyki, m.in. Zasoby archiwalne AAN (Archiwum Akt Nowych) dotyczące położenia ekonomicznego i struktury klasy robotniczej w Polsce („Najnowsze Dzieje Polski”, tom 7, 1964), Wystawa „Początki Polski Ludowej w dokumencie archiwalnym” („Archeion”, tom 33, 1966, z J. Kazimierskim). Przygotowała także edycje dokumentów z najnowszej historii Polski, szczególnie dotyczących Polski międzywojennej: Sprawa Gabriela Czechowicza przed Trybunałem Stanu (1961, ze Zbigniewem Landauem), Wojciech Korfanty przed Sądem Marszałkowskim (1964, ze Zbigniewem Landauem). Z początkiem października 1968 przeszła na emeryturę.

Po II wojnie światowej poza przynależnością partyjną była członkinią Związku Zawodowego Pracowników Kultury i Sztuki, Polskiego Towarzystwa Historycznego, Towarzystwa Miłośników Historii w Warszawie.

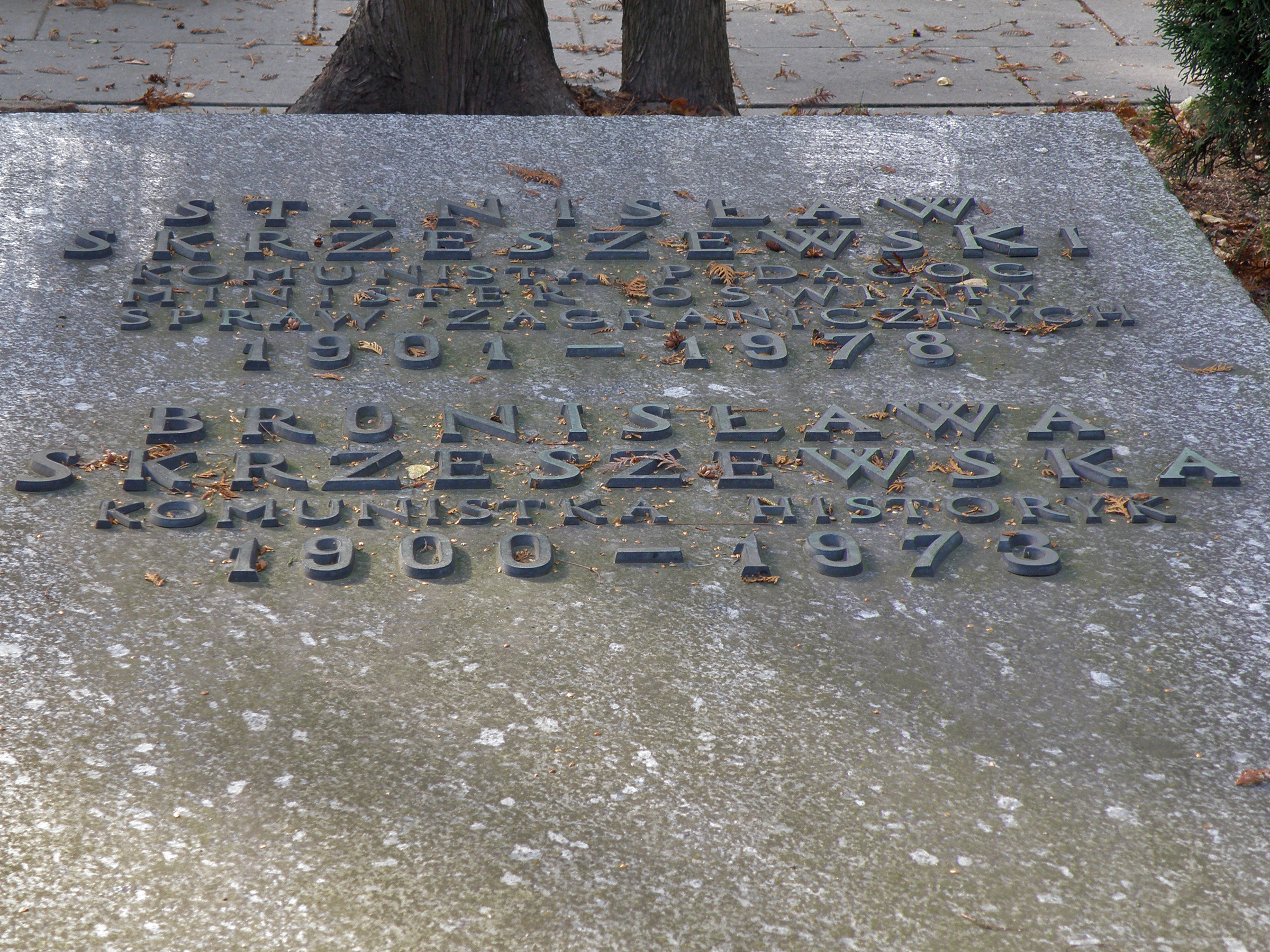
Grób Bronisławy Skrzeszewskiej na cmentarzu Wojskowym na Powązkach

Z małżeństwa ze Stanisławem Skrzeszewskim nie miała dzieci.
Zmarła 28 lipca 1973 w Warszawie, pochowana na cmentarzu Wojskowym na Powązkach (kwatera B 4-Tuje-2).

## Ordery i odznaczenia
- Krzyż Kawalerski Orderu Odrodzenia Polski (13 lipca 1954)[2]
- Srebrny Krzyż Zasługi (10 października 1945)[3]
- Medal 10-lecia Polski Ludowej (15 stycznia 1955)[4]